# Friedrich Boie
Friedrich Boie (ur. 4 czerwca 1789 w Meldorfie, zm. 3 marca 1870 w Kilonii) – niemiecki prawnik, ornitolog i entomolog.

## Życiorys
Friedrich Boie urodził się 4 czerwca 1789 w Meldorfie, syn pastora i poety Heinricha Christiana Boie (1744–1806) i brat herpetologa Heinricha Boie (1784–1827). Po śmierci brata podczas wyprawy na Jawę, zajął się jego spuścizną, m.in. opublikował listy Heinricha, które zawierały opisy wielu nowych gatunków gadów i płazów. 
Friedrich Boie publikował artykuły naukowe z zakresu ornitologii w piśmie Isis wydawanym przez Lorenza Okena (1822–35) oraz w czasopiśmie Journal für Ornithologie (1855–69). W 1827 roku opublikował tam pracę Bemerkungen über Merrem's Versuch eines Systems der Amphibien. Jako pierwszy opisał m.in. rodzaje Athene i Aythya. Od 1860 członek Leopoldiny. W 1867 roku zaprzestał pracy w zawodzie prawniczym, poświęcając się w pełni studiom nad biologią ptaków Europy.